# Боррис
Боррис (англ. Borris; ирл. An Bhuiríos) — деревня в Ирландии, находится в графстве Карлоу (провинция Ленстер) у региональной дороги R702.
Местная железнодорожная станция была открыта 20 декабря 1858 года, закрыта для пассажиропотока 2 февраля 1931 года, для товароперевозок — 27 января 1947 года, и окончательно закрыта 1 апреля 1963 года.

## Демография
Население — 582 человека (по переписи 2006 года). В 2002 году население составляло 580 человек.
Данные переписи 2006 года:
| Общие демографические показатели |               |                               |                               |      |      |
| Всё население                    | Всё население | Изменения населения 2002—2006 | Изменения населения 2002—2006 | 2006 | 2006 |
| 2002                             | 2006          | чел.                          | %                             | муж. | жен. |
| 580                              | 582           | 2                             | 0,3                           | 289  | 293  |